# Любомир Алдев
Любомир Алдев е бивш български футболист, вратар. Играл е за Левски (София) от 1935 до 1949 г., общо 15 сезона. Има 73 шампионатни мача, 11 мача за купата на страната и 25 международни срещи. Петкратен шампион на България през 1937, 1942, 1946, 1947 и 1949 г. и четирикратен носител на купата на страната през 1937, 1942, 1946 и 1947 г. Има 1 мач за националния отбор на България. Нисък на ръст, но изключително пъргав и всеотдаен. Три пъти е бил тежко контузван и е преодолявал последствията за да се върне на терена. Завършил царско военно училище. От 1965 г. работи в клуба на различни длъжностти (председател на футболната секция на Левски и член на УС на клуба).